# Csánig, Vas
Csánig  este un sat în districtul Sárvár, județul Vas, Ungaria, având o populație de 363 de locuitori (2011). 

## Demografie
Componența etnică a satului Csánig
     Maghiari (97,9%)
     Germani (2,1%)
Componența confesională a satului Csánig
     Luterani (42,42%)
     Romano-catolici (33,33%)
     Fără religie (2,2%)
     Necunoscută (21,21%)
     Reformați (0,83%)
Conform recensământului din 2011, satul Csánig avea 363 de locuitori. Din punct de vedere etnic, majoritatea locuitorilor (97,9%) erau maghiari, cu o minoritate de germani (2,1%). Nu există o religie majoritară, locuitorii fiind luterani (42,42%), romano-catolici (33,33%) și persoane fără religie (2,2%). Pentru 21,21% din locuitori nu este cunoscută apartenența confesională.